# Новодроковская волость
Новодро́ковская волость — административно-территориальная единица, существовавшая до 14 июля 1921 года в составе Суражского уезда.
Административный центр — село Новый Дроков.

## История
Волость образована в ходе реформы 1861 года.
В ходе укрупнения волостей, в середине 1920-х годов Новодроковская волость была упразднена, а её территория разделена между Суражской и Нивнянской волостями.
Ныне вся территория бывшей Новодроковской волости входит в состав Суражского района Брянской области.

## Административное деление
В 1919 году в Новодроковскую волость входили следующие сельсоветы: Александровский, Большеловчанский, Васенковский, Высокоселищанский, Далисичский, Дубровский, Калинский, Кокотский, Красный, Малоловчанский, Наростянский, Новодроковский, Овчинский, Рословский, Слищенский, Софиенский, Стародроковский, Фёдоровский.